# Walter Eberhard Loch
Walter Eberhard Loch (ur. 1885 r. we Wrocławiu, zm. 1979 r.) – niemiecki malarz, plakacista, reporter i rysownik.

## Życiorys
Urodził się w 1885 r. we Wrocławiu, gdzie wbrew woli matki studiował w Królewskiej Akademii Sztuki i Rzemiosła Artystycznego. Aby sfinansować naukę, zatrudnił się w warsztacie litograficznym. W 1914 r. dostał stypendium artystyczne we Włoszech, podczas którego został aresztowany na granicy z Tyrolem pod zarzutem szpiegostwa. Zwolniony dzięki poręczeniu Hansa Poelziga.
Jeszcze przed wybuchem I wojny światowej przeniósł się do Berlina, gdzie pracował jako konsultant projektujący plakaty reklamowe, reporter, rysownik sportowy w Berliner Tageblatt i ilustrator książek m.in. Peer Gynta Henrika Ibsena. Był także dokumentalistą, malując obrazy w szkole tańca eksperymentalnego Mary Wigmann. Był założycielem czasopisma artystyczno-literackiego Der Berg, a także nauczycielem w międzynarodowej szkole sztuki Der Weg. Brał udział w licznych wystawach. Życie artystyczne dzielił między Wrocławiem, Berlinem i Dreznem. Kres jego kariery nastąpił wraz z dojściem nazistów do władzy. Pod II wojnie światowej osiedlił się nad Jeziorem Bodeńskim, gdzie tworzył do śmierci. 
Był czynnym sportowcem i motocyklistą. 
Zmarł w 1979 r.